# Hanna Lam
Hanna Lam, auch Johanna Raadgever (* 1. Februar 1928 in Utrecht; † 2. Januar 1988 in Bunnik) war eine niederländische Dichterin und Textautorin zahlreicher neuer geistlicher Lieder.

## Wirken
Johanna Raadgever, besser bekannt als Hanna Lam, schrieb ihre ersten Kirchenlieder für ihre eigenen Kinder. Über ihren Mann Anton Lam lernte sie den Musiker Wim ter Burg kennen, der wie ihr Mann Lehrer an der Akademie zur Ausbildung von Grundschullehrern war.
Für Kinder sollten biblische Lieder entstehen, die sich u. a. auf biblische Texte beziehen und auch von den Kindern spielerisch nachvollzogen werden sollen.
In den Stammteil des Evangelischen Gesangbuchs (EG) von 1993 fand ihr von Diethard Zils übersetztes Lied Abraham, Abraham, verlass dein Land Aufnahme (EG Nr. 311) in der Komposition von Wim ter Burg; ebenso im Gesangbuch der Evangelisch-methodistischen Kirche. Im Regionalteil Rheinland, Westfalen, Lippe und Reformierte Kirche sowie im Regionalteil Österreich findet sich außerdem ihr von Karl Ludwig Höpker übersetztes Lied Lasst die Kinder zu mir kommen.
Mit Wim ter Burg entstanden vier Liederhefte unter dem Titel Alles wordt nieuw. Die meisten Texte stammten aus der Feder von Hanna Lam. Ihr letztes Heft mit Kinderliedern trägt den Titel Met andere woorden.
Weiterhin übersetzte Hanna Lam eine Kinderbibel aus dem Deutschen und hielt Vorträge und Seminare zum Thema Kind en godsdienst.
Hanna Lam engagierte sich so stark, dass sie noch im vorgerückten Alter Pädagogik studierte.
In dem Liederheft Eva's Lied zeigt Hanna Lam ihr Interesse an Frauenfragen in Kirche und Gottesdienst.